# 鬷聲姬
鬷聲姬（？—？），姬姓，齐灵公的妾夫人，齐庄公的母亲。
齐灵公从鲁国娶妻，名叫颜懿姬，没有孩子，颜懿姬的侄女鬷声姬生了公子光，齐灵公把公子光立为太子。姬妾中有仲子、戎子，戎子受到宠爱。仲子生了公子牙，把他托付给戎子，戎子请求立公子牙为太子，齐灵公答应了。仲子反对，后来公子光即位为齐庄公，杀死了戎子。